# Alexandra Aleksandrovna van Rusland

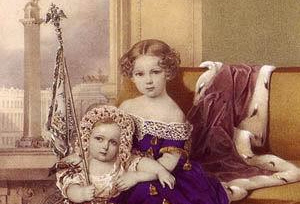
Grootvorstin Alexandra en haar jongere broertje Grootvorst Nicolaas

Grootvorstin Alexandra Aleksandrovna van Rusland (Russisch: Александра Александровна) (Sint-Petersburg, 30 augustus 1842 - aldaar, 10 juli 1849) was de oudste dochter van grootvorst Alexander Nikolajevitsj (later tsaar Alexander II) en diens vrouw Maria Alexandrovna (later tsarina). Ze werd geboren in Tsarskoje Selo, en kreeg al snel de bijnaam Lina in de familie. Ze was het eerste kind van de latere tsaar en zijn vrouw. Toen Alexandra stierf aan hersenvliesontsteking was de familie in diepe rouw. Ze werd zes jaar oud.